# Provincia Antartica Cilena
La provincia Antartica Cilena (in spagnolo provincia de la Antártica Chilena) è un territorio, parzialmente facente parte dell'Antartide, che il Cile considera una delle quattro province della regione più a Sud del paese: la regione di Magellano e Antartide. Il territorio, con la sua area di circa 1250000 km², risulterebbe due volte più esteso di tutte le altre province cilene messe assieme. La provincia è divisa in due municipalità (comunas):
- Cabo de Hornos (chiamato Navarino sino al 2001, con a capitale Puerto Williams), si estende per 14146 km² ed ha una popolazione censita nel 2002 di 2.262 abitanti, di cui 1.952 nella capitale.
- Antártica con capitale a Puerto Covadonga che è il nome civile della base generale Bernardo O'Higgins, la principale base cilena in Antartide. Il territorio ha un'area di 1.236.000 km².

La comuna di Cabo de Hornos è universalmente riconosciuta come territorio appartenente al Cile. La sovranità sulla comuna di Antártica, che comprende la maggior parte della provincia e formerebbe il territorio antartico cileno estendendosi dal Polo sud, è invece contesa.
Il territorio risulta praticamente disabitato con l'eccezione delle stazioni di ricerca di alcuni paesi, tra cui il Cile che tenta di dare un'apparenza di normalità a Villa Las Estrellas (nei pressi della base Eduardo Frei Montalva), con la presenza di donne e bambini (moglie e figli dei militari dislocati nelle basi antartiche), una piccola scuola e addirittura una banca al fine di supportare la rivendicazione. Secondo il censimento del 2002 la popolazione residente nel villaggio ammonta a 130 persone (115 uomini e 15 donne). Questo dato non comprende staff di nazionalità non cilena presente nell'area.

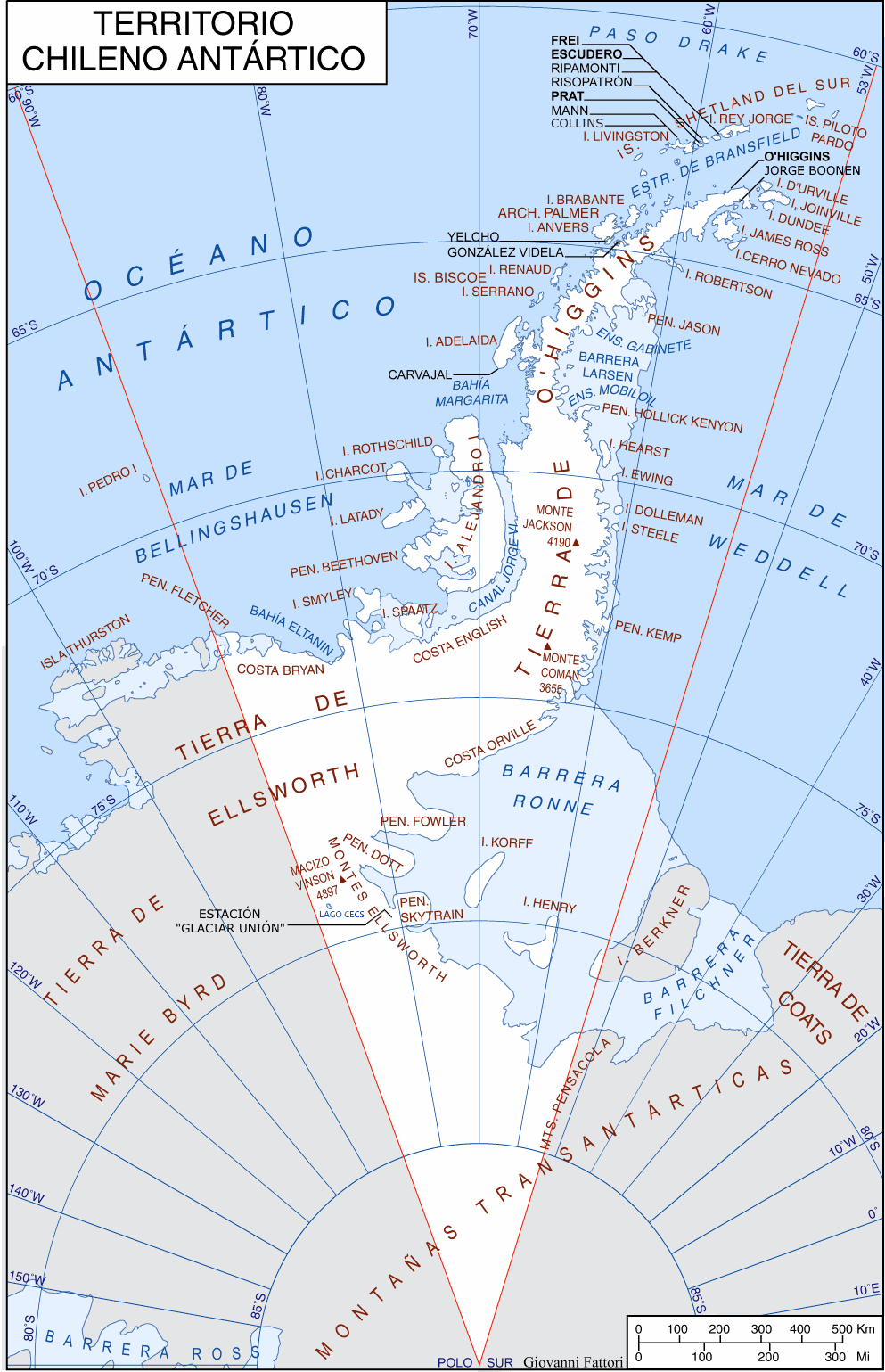
Stazioni di ricerca, non solo cilene, presenti nell'area.

Secondo le argomentazioni cilene, la rivendicazione sull'Antartide è vecchia quanto il Cile. Il Trattato di Tordesillas stabiliva la linea di demarcazione tra i territori spagnoli e portoghesi nelle Americhe. Nella prima organizzazione del nuovo territorio Carlo V, monarca di Spagna, assegnava al governatore Pedro Sancho de la Hoz il controllo sulla Terra Australis, che includeva la parte meridionale del Sud America, la Terra del fuoco e tutti i territori più a sud ancora inesplorati (la cosiddetta Terra Australis Ignota). Tale autorità sarebbe poi passata al Cile, con l'indipendenza dalla corona spagnola. All'interno del sistema del trattato antartico le rivendicazioni cilene, come quelle di tutti gli altri paesi, sono però congelate.